# Arístees de Proconnès
Arístees de Proconnès o Arísteas (en grec antic Αριστέας, Aristeas), va ser un poeta èpic grec nadiu de Proconnesos o Proconnès, fill de Caistrobi o Demòcares, i que segurament va viure al segle vii aC. Una tradició el fa contemporani i mestre d'Homer al segle IX o VIII aC.
Segons Suides va florir en temps de Cres de Lídia i de Cir II el Gran de Pèrsia, i altres relats el situen al segle VIII aC. Va escriure un poema èpic anomenat τὰ ̓Αριμάσπεια (Arimaspeia) esmentat per nombrosos autors i amb unes línies reproduïdes per Longí i Joan Tzetzes. En aquest relat explicava el seu viatge prodigiós al país dels issedons, on va anar per a informar-se sobre les regions situades més al nord, habitades pels arimaspes, homes que només tenien un ull, els grius que guardaven l'or, i els hiperboris, en un viatge que hauria durat set anys, acompanyat del déu Apol·lo. Quan va acabar d'escriure el poema va desaparèixer. Sembla cert que va acompanyar diverses expedicions gregues quan aquests exploraven la mar Negra, i va viatjar fins al territori dels escites i d'allà al dels issedons. Al poema va relatar les seves experiències. Es deia que tenia la facultat de ser a dos llocs a la vegada i de viatjar en esperit, mentre el seu cos esperava la tornada de l'ànima en vol. Uns viatgers van explicar quan van arribar a la ciutat, que havien trobat Arísteas pel camí, i que es dirigia cap a Cízic, quan altres l'havien vist tot el dia a l'àgora. Heròdot diu que va ser un personatge capaç de morir diverses vegades, desaparèixer i reaparèixer en un lloc llunyà, i que va morir al taller d'un bataner, que va tancar el local i va anar a avisar la família. Quan els seus amics van anar a buscar el seu cadàver, van veure que havia desaparegut. Al mateix temps, un home que arribava d'Artace va dir que l'havia trobat en aquella ciutat i havia estat parlant amb ell.
Arísteas va ser un divulgador del culte a Apol·lo, i la seva vida té coincidències amb la figura d'Àbaris, un sacerdot hiperbori. Després d'una "segona mort" va aparèixer a la ciutat de Metapont, per a ordenar als seus habitants que dediquessin un altar a Apol·lo i dit això va desaparèixer ràpidament. Els metapontins van enviar una ambaixada a Delfos per preguntar-li al déu què significava l'aparició. La Pítia els va ordenar que fessin cas del que els havia dit, perquè els aniria molt bé, i van seguir el consell d'Aristeas.
A més del seu cèlebre poema se li atribueix una Teogonia en prosa, de la que no se'n sap el seu contingut. Tampoc sabem gran cosa dels oracles pronunciats per Arísteas, però s'ha trobat un bronze que els metapontins havien aixecat a l'àgora de la ciutat per a commemorar la visita d'Apol·lo i del seu profeta. D'aquesta figura en sortia un brogit o una veu que provocava el deliri místic dels endevins de la ciutat. Els pitagòrics van tenir gran interès per la figura d'Aristeas, i el van considerar mestre o deixeble de Pitàgoras. Es diu que va reaparèixer 340 anys després de morir.